# 나카쓰역 (오사카시 고속 전기궤도)
나카쓰역(일본어: 中津駅, なかつえき)은 일본 오사카부 오사카시 기타구에 있는 오사카 시 교통국의 철도역이다.
한큐 전철의 나카쓰 역과는 약 300m 떨어져 있어 환승 안내는 없고, 전역의 니시나카지마미나미가타 역에서 환승 안내를 받고 있다.

## 역 구조
섬식 승강장 1면 2선의 지하역.
승강장의 폭은 7m에서 10량 편성에 대응되며, 센리추오 방면에 Y자형의 인상선이 있다. 개찰구는 신오사카 방면 승강장에 북쪽 및 북남 개찰이 우메다 방면 승강장에 남쪽 개찰이 설치되어 있다.

### 승강장
| 1 | 미도스지 선 (하행) | 우메다·난바·나카모즈 방면 |
| 2 | 미도스지 선 (상행) | 에사카·미노오카야노 방면  |

## 역 주변
- 나카쓰 중앙공원
- 오사카 부 제생회 나카쓰 병원
- 도요사키니시 공원
- PIAS Tower
- 라마다 호텔 오사카
- 마이니치 방송 본사
- 국도 제176호선
- 오사카 역 북부지구

## 역사
- 1964년 9월 24일: 1호선(현재 미도스지 선)의 우메다 ~ 신오사카 간 개통과 동시에 개업.
- 1989년 2월 13일: 자치구 통합으로 역 소재지가 오요도 구에서 기타 구로 변경됨.

## 인접역
| ■ 오사카 메트로 미도스지선             | ■ 오사카 메트로 미도스지선 | ■ 오사카 메트로 미도스지선 |
| -------------------------------------- | -------------------------- | -------------------------- |
| M14 니시나카지마미나미가타 에사카 방면 |                            | 우메다 M16 나카모즈 방면   |